# Ernst Batzer
Ernst Batzer (* 12. Januar 1882 in Metz; † 19. August 1938 in München) war ein deutscher Lehrer, Museums- und Archivleiter und Heimatforscher.

## Leben
Er wurde 1882 in Metz in Lothringen als Sohn des promovierten Oberstabsarztes Robert Batzer und dessen Ehefrau Josefine Santlus geboren. Nach dem Abitur promovierte er im Jahre 1910 an der Universität Heidelberg zum Dr. phil. Das Thema seiner Dissertation lautete Die Handschriften der Formularsammlung des Richard von Pofi. Er wurde Lehrer an der Oberrealschule in Offenburg und erhielt später den Professorentitel.
1917 wurde er als Nachfolger von Carl Frowin Mayer Vorsteher der Städtischen Sammlung und des Stadtarchivs von Offenburg. Er interessierte sich besonders für die Regionalgeschichte Badens sowie für regionale Bräuche und Volkskunst. Unter seiner Leitung entwickelten sich die Sammlungen des Museums mit den Schwerpunkten Naturgeschichte, Mineralogie, Kunst und Volkskunde weiter. Daneben beschäftigte er sich intensiv mit der römischen Geschichte Offenburgs.
Ab 1912 war Ernst Batzer Schriftführer des Historischen Vereins für Mittelbaden, dessen Gründungsmitglied er 1910 war. Später wurde er außerdem zum Chefredakteur der Zeitschrift Die Ortenau. Zeitschrift des Historischen Vereins für Mittelbaden ernannt. Außerdem wurde er Mitglied der Badischen Historischen Kommission.
Nach der „Machtergreifung“ der Nationalsozialisten im Jahre 1933 kam er aufgrund seiner ablehnenden Haltung gegenüber den neuen Machthabern und wegen seiner jüdischen Ehefrau Albertine geborene Weiner zunehmend in Bedrängnis und wurde als Museumsleiter abgelöst. Er starb 1938 auf einer Reise.
Der 1919 geborene Chemiker Hans Batzer war sein Sohn.

## Schriften (Auswahl)
- Die Satzungen der Bäcker- und Müllerknecht-Bruderschaft in Offenburg, in: Alemannia 34 (1906–1907), S. 96–102.
- Das Haigerlocher Stadtbuch von 1551, in: Alemannia 36 (1908), S. 199–220.
- Die Handschriften der Formularsammlung des Richard von Pofi, Heidelberg, 1910.
- Zur Kenntnis der Formularsammlung des Richard von Pofi, Heidelberger Abhandlungen zur mittleren und neueren Geschichte, Heidelberg, 1910.
- Burgen und Schlösser des Kinzigtales, Bühl: Konkordia, 1935.
- Burgen und Schlösser des Renchtales, Bühl: Konkordia, 1935.
- Burgen und Schlösser des Schuttertales, Bühl: Konkordia, 1935.
- Burgen und Schlösser in und um Baden-Baden, Bühl: Konkordia, 1935.
- Burgen und Schlösser um Bühl, Bühl: Konkordia, 1935.
- Grimmelshausen und die Ortenau, Offenburg: Verlag der Stadt Offenburg, 1925.
- Der Stein zu Ortenberg, Bühl: Konkordia, 1935.